# Alþingi
L'Alþingi (també es pot trobar escrit com a Althing o Althingi, perquè la lletra Þ equival al so de fricativa dental sorda representat per th) és el parlament nacional (literalment: "[el] all (tot) -thing", o assemblea general) d'Islàndia. És la institució parlamentària més antiga que hi ha al món.
L'Alþingi va ser fundat l'any 930 a Þingvellir, els "camps de l'assemblea" o les "planes del Parlament", situada a uns 45 km a l'est del que més tard es va convertir en la capital del país, Reykjavík. Aquest esdeveniment va marcar l'inici de la Mancomunitat islandesa. Fins i tot després de la unió d'Islàndia amb Noruega el 1262, l'Althing encara va celebrar les seves sessions a Þingvellir fins al 1799, quan va ser suspès durant 45 anys. Va ser restaurat el 1844 i es va traslladar a Reykjavík, on ha residit des de llavors. L'actual edifici del Parlament, l'Alþingishúsið, va ser construït en 1881, de pedra llavorada islandesa.
La Constitució d'Islàndia estableix sis circumscripcions electorals amb la possibilitat d'un augment a set. Els límits de les circumscripcions estan fixats per la legislació. Cada districte electoral tria nou membres. A més, cada partit rep escons en funció de la seva proporció en la votació nacional en general, amb la finalitat que el nombre de membres que cada partit té al parlament sigui més o menys proporcional al seu suport electoral general. Un partit ha d'haver aconseguit almenys un cinc per cent dels vots a nivell nacional per tal de ser elegible per a aquest tipus d'escons distribuïts proporcionalment. La participació política a Islàndia és molt alta: en general més del 85 per cent de l'electorat emet un vot (87,7% el 2003). L'actual presidenta de l'Alþingi és Ásta Ragnheiður Jóhannesdóttir.